# 구미국가산업단지
구미국가산업단지(龜尾國家産業團地)는 경상북도 구미시와 칠곡군에 위치한 국가산업단지로, 전자·반도체 산업의 중점 육성을 중심 목적으로 하여 설립되었다.
초기에는 섬유나 가정용 전자 제품 생산이 중점이 되었지만, 삼성전자 등의 휴대 전화 생산 단지가 들어서면서 반도체·디지털 산업이 주로 육성되었다. 삼성전자나 LG전자, LG생활건강의 자회사인 LG유니참 등의 기업을 중심으로 중소기업과 연대하여 형성되어 있다.
지대가 주변과 비교할 때 비교적 평탄하고, 단지를 관통하는 낙동강을 수원으로 하여 하루에 33만 톤 이상의 물을 공급하고 있어 공업 단지로 최적의 요건을 갖추고 있다. 2005년에 단일 산업 단지 최초로 300억 불 수출을 달성하였으며, 이는 대한민국 수출액의 11%, 무역 수지 흑자액의 84%에 해당한다.
제1단지는 총면적이 10.4 ㎢로 1973년에 완공되었으며, 섬유, 전자 산업이 들어서 있다. 제2단지는 2.3 ㎢로 1983년에 완공되었고, 주로 반도체 산업과 전자 산업이 입주해 있다. 1992년에 완공된 제3단지는 면적이 4.8 ㎢로 첨단 전자 산업이 들어서 있다. 입주 업종은 일반 전자 공업 및 연관 공업, 반도체 및 기타 중요 산업체로 비공해 업종이어야 하며, 수출 업체는 우선권을 주도록 되어 있다. 2006년 말에 조성이 완료된 제4단지는 디지털 산업 단지 및 외국인 기업 전용 단지로 조성되었다.

## 구성

### 제1단지
제1단지는 면적 10.4 ㎢로 구미국가산업단지에서 가장 큰 규모이며, 입주 업체 또한 469개소로 가장 큰 규모이다.
제1단지의 조성은 제2단지가 산업기지개발구역으로 지정되어 순조로운 개발 과정을 거친 데 비해, 한국전자공업공단이 주도한 전자단지와 경상북도가 주도한 일반단지 모두 토지 수용이나 조성 과정에서 순조로운 과정을 거치지는 않았다. 그러나 일반단지 제1공구의 경우 주민 스스로가 공단 유치 활동을 벌이고, 경상북도가 지원하여 전자단지보다 2년 이상 빠르게 조성이 시작되었다. 이후 일반단지 제2공구와 전자단지 제1·2공구가 조성되기 시작하였고, 대부분이 평탄한 대지를 바탕으로 하고 있어 공사는 순조롭게 진행되었다.
전자 단지 제1공구에는 단지 조성과 함께 행정 편의를 위해 공단 청사, 세관, 우체국, 은행, 통관 등을 함께 입주시켜 투자 분위기를 고조시켰고, 1972년 5월 31일에 조성이 완료되었다. 이후 1973년 9월 30일에 전자단지 제2공구가 완공되었으며, 제3공구도 조성되었다.

### 제2단지
1973년의 제1차 유류 파동은 제1단지 입주 업체에 상당한 타격을 주었고, 당시 입주 예정이던 삼성전자를 비롯한 여러 업체들은 불경기를 이유로 입주를 포기하기까지 했다. 따라서 부가 가치가 높은 전자 공업의 육성이 강하게 요청되었다.
1974년 상공부는 구미공단 입주 업체에 대한 조세 감면을 5년에서 7년으로 연장한다는 방침을 발표하고, 전자 업종을 포함한 40개 수출 전략 산업을 집중 육성하겠다는 방침을 발표했다. 이와 함께 1976년에는 제1단지의 낙동강 건너편인 임수동, 황상동, 구포동 일대에 제2단지의 조성을 결정하였다.
제2단지는 1977년 7월 19일에 착공하였으며, 당초에는 1980년까지 완공한다는 목표를 세웠지만 공사 기간 도중 경기 침체와 물가 상승 등으로 투자 여건이 악화되는 등 악재가 작용하면서 예정보다 10개월 늦어진 1981년 10월 10일에 일부 미조성지구를 남겨둔 채로 마무리되었다. 총 조성 비용은 114억여 원이었다.
제2단지 조성과 함께 시작된 기업 유치를 통해 금성사를 비롯해 국내 최초의 컴퓨터 생산 업체인 동양나이론과 반도체 업체 등이 입주하였다. 유치 활동에는 정부가 국민투자기금을 통해 대지매입비를 융자하고, 대도시에서 이전·입주시 법인세·소득세·재산세·취득세·등록세 등을 일정 기간 동안 면제해주는 등의 혜택을 제시하였다. 이에 따라 제2단지는 1986년까지 대부분의 업체가 입주하였다.

### 제3단지
제2단지를 조성하던 중인 1979년 5월 21일, 정부는 첨단산업의 지속적 육성과 공장 용지 수요에 대응하기 위해 제2단지 남쪽에 추가로 제3단지를 개발하기로 고시하였다. 그러나 이후 불경기 등의 악재로 인해 계획이 수 차례 변경되고, 조사도 늦어져 1986년부터 본격적인 조성이 시작되었다.
제3단지는 제1·2단지의 입주 기준보다 완화된 조건이 제시되었고, 그와 함께 특혜도 축소되었다. 제3단지에는 삼성코닝, 금성사(현 LG전자), 삼성전자 등이 입주하였다.

## 현황
- 면적: 24.6 ㎢

- 제1·2·3단지 17.8 ㎢
- 제4단지 6.8 ㎢

- 입주 업체: 1,772개사

- 대기업 61개사, 중소기업 1,771개사

- 고용 인원: 94,279명
- 연간 생산액: 47조 원 (2006년 기준)

- 전자 82.3%

- 연간 수출액: 240억 달러 (2018년 기준)

## 참고 자료
- 《구미시지》 보정판, 구미문화원.
- 구미국가산업단지 1단지 - 산업입지정보시스템
- 구미국가산업단지 2,3,4단지 - 산업입지정보시스템